# Experiencia prematrimonial
Pour plus de détails, voir Fiche technique et Distribution.
Experiencia prematrimonial est un film dramatique espagnol réalisé par Pedro Masó et sorti en 1972.
Ornella Muti, alors âgée de 17 ans, fait ses débuts au cinéma en Espagne dans ce film où elle incarne une jeune étudiante universitaire qui se rebelle contre l'éthique que ses parents veulent lui imposer.

## Synopsis
Sandra est jeune étudiante universitaire qui se comporte à l'encontre des principes éthiques de ses parents.
Elle quitte la maison et commence l'expérience de la vie en couple. Au début, elle semble assez heureuse, mais des problèmes commencent à surgir, accentués par l'infidélité de son homme, ce qui lui fait comprendre que ses parents avaient raison de s'opposer à elle.

## Fiche technique
- Titre original espagnol : Experiencia prematrimonial[1] (litt. « Expérience prénuptiale »)
- Réalisateur : Pedro Masó
- Scénario : José Luis Martín Descalzo, Víctor Ruiz Iriarte (es)
- Photographie : Juan Mariné (es)
- Montage : Alfonso Santacana
- Musique : George Duning
- Production : William Dozier
- Sociétés de production : Impala
- Pays de production :  Espagne
- Langue originale : espagnol
- Format : couleurs par Eastmancolor - Son mono - 35 mm
- Durée : 87 minutes
- Genre : Drame
- Dates de sortie :
  - Espagne : 11 décembre 1972 (Madrid)
  - 25 décembre 1972 (Barcelone)

## Distribution
- Ornella Muti - Sandra Espinosa
- Alberto Closas (es) - Eduardo, père de Luis
- Alessio Orano - Luis
- Ismael Merlo - Andrés, père de Sandra
- Mabel Karr - mère de Luis
- Carlos Lemos - professeur
- Helga Liné - Beatriz
- Marta Baizán - Belén
- Inma de Santis - Bibi
- Julia Gutiérrez Caba - May

## Analyse
Roman-photo post-soixante-huitard audacieux, il constitue une analyse de la jeunesse espagnole en quête d'autonomie et d'émancipation, dans les dernières années du franquisme, qui avait desserré l'étau de la censure.